# Kettenkamp
Kettenkamp település Németországban, azon belül Alsó-Szászország tartományban. Lakosainak száma 1779 fő (2023. december 31.). Kettenkamp Menslage és Bersenbrück községekkel határos.

## Népesség
A település népességének változása:
| Lakosok száma | 1735 | 1765 | 1752 | 1816 | 1810 | 1779 |
|               | 2016 | 2017 | 2019 | 2021 | 2022 | 2023 |